# Пушкарёвы
Пушкарёвы — дворянский род. В 1793 род Пушкаревых был дворянским собранием Курской губернии внесён в число древнего дворянства.
- Иван Васильевич Пушкарёв (ок.1615), сын боярский, городовой дворянин Рыльской десятни по Новгороду-Северскому при князе Василии Григорьевиче Ромодановском, получал государево жалованье, в 1632 нёс службу в Новгороде-Северском Рыльском уезда как новик, имел поместье в Омонском стане.
- Тимофей Жаденович Пушкарёв, сын боярский в Курском крае, городовой дворянин. В 1624 по грамоте государя Московского и Всея Руси Михаила Фёдоровича получил вотчину в Рыльском уезде Курского края.
- Григорий Тимофеевич Пушкарёв, в 1632 нёс военную службу в Новгороде-Северском Рыльского уезда.
- Иван Тимофеевич Пушкарёв, сын боярский в Новгороде-Северском Рыльского уезда Курского края. В 1686 «за полковую службу и участие в боевых действиях против крымского хана и турского султана, за полонное терпение и увечья был пожалован на поместья» грамотой государями Иоаном и Петром Алексеевичами. Согласно этой грамоте, имел поместье 1000 чети, в том числе вотчину 200 чети.
- Пушкарёв, Иван Ильич (1803—1848) — русский историк, краевед и статистик.
- Пушкарёв, Сергей Германович (1888—1984) — русский историк, видный представитель первой волны российской эмиграции в Европе и США.

## Описание герба
Щит разделён на четыре части, из коих в первой в золотом поле изображена выходящая с левой стороны из облака рука с поднятою саблей; во втором в красном поле пушка, поставленная на золотом лафете; в третьей части в голубом поле находится воин, имеющий в правой руке пику; в четвёртой части в золотом поле красное сердце с пламенем.
Щит увенчан дворянским шлемом и короною, на поверхности которой крестообразно поставлены два знамени голубое и красное. Намёт на щите золотой и голубой, подложенный красным и золотым. Щит держат два льва с обёрнутыми в сторону головами. Герб рода Пушкарёвых внесён в Часть 9 Общего гербовника дворянских родов Всероссийской империи, стр. 53.